# Сегелер
Сегеле́р, ранее Нефтеразведка — село в Дербентском районе Республики Дагестан. Входит в состав сельского поселения «Берикеевский сельсовет».

## География
Расположено на Приморской низменности, близ устья реки Уллучай, недалеко от побережья Каспийского моря, в 37 км к северо-западу от города Дербент. К северу от села находится озеро Папас.

## История
В 1966 году в составе Берикейского сельсовета отмечены хутора Нефтепромысел Берикей и Посёлок больницы. 
По данным на 1970 год населённый пункт значиться как посёлок Нефтеразведка. 

## Население
| 1926 | 1939 | 1970 | 1989 | 2002 | 2010 | 2021 |
| ---- | ---- | ---- | ---- | ---- | ---- | ---- |
| 21   | ↗29  | ↗455 | ↘226 | ↘206 | ↘196 | ↘113 |

Национальный состав
По результатам Всероссийской переписи населения 2021 года:
| Народ         | Численность, чел. | Доля от всего населения, % |
| ------------- | ----------------- | -------------------------- |
| азербайджанцы | 75                | 66,37 %                    |
| даргинцы      | 32                | 28,32 %                    |
| русские       | 5                 | 4,42 %                     |
| другие        | 1                 | 0,88 %                     |
| всего         | 113               | 100 %                      |